# محمد الفيحاني
محمد بن عبد الوهاب الفيحاني هو عضو في إدارة قضاء قطر، وتاجر لؤلؤ ورجل دين وحاكم دارين، وإليه نُسب قصر محمد بن عبد الوهاب الفيحاني. ولد في المحرق عام 1280هـ/1863م وتوفي في عام 1324هـ/1906م في مومباي بالهند. درس في البحرين، وعندما بلغ الخامسة عشرة من عمره ذهب ليتلقى تعليمه في مكة المكرمة، والأحساء، رجع إلى البحرين بعدما أتم دراسته ليتعرف على تجارة اللؤلؤ التي ورثها عن أبيه، وأصبح بعد وفاته أحد أكبر التجار في الخليج، كما كان مستشاراً وكاتباً للشيخ محمد بن ثاني آل ثاني أول حاكم لقطر.

## سيرته
الباشا الشيخ محمد بن عبد الوهاب بن محمد بن ناصر الفيحاني السبيعي من قبيلة الفياحين وهي فرع من فخذ الروبة من قبيلة سبيع. قبيلة سبيع من بني عمرو وُلد عام 1844م وكان من سكان البحرين ووكيل حاكم قطر واستقدمه الشيخ محمد بن ثاني بصفته كاتباً ومستشاراً في تصنيف اللؤلؤ ووزنه لاشتهاره بهذه الخبرة وقد حصل بينه وبين الشيخ قاسم خلاف فانفصل عنه وكان قد أصهر إلى آل أبو كواره، ثم انتقل إلى جزيرة دارين وتوفي عام 1906م في بومباي عاصمة الهند إثر تعرضه لحادث قطار عن عمر يناهز الـ64 عاماً. وقد كان أغنى رجل في الخليج، إذ تقدر ثروته في ذلك الوقت بـ 921 دولار والتي تحسب في يومنا هذا بحوالي 25,000 دولار أمريكي، بينما أغنى أمير في ذلك الزمان لا تتجاوز ثروته الـ230 دولار، ويعد أكبر تاجر لؤلؤ في الخليج، منحه والي الأحساء السلطان عبد الحميد وسام الباشوية من الحكومة التركية في القطيف آنذاك، بسبب قبوله القصر في دارين وقبوله أن يكون أحد رعاياها.
أنجب الشيخ محمد بن عبد الوهاب الفيحاني السبيعي ابناً سماه جاسم أو قاسم وكان من تجار اللؤلؤ، وهذا الأخير أنجب عددًا من الأبناء هم: محمد وفهد وناصر وعبد الوهاب وعبد الله وعبد الرحمن. والابن الأكبر محمد بن جاسم بن محمد بن عبد الوهاب الذي ولد في بلدة الفويرط على الساحل الشمالي الشرقي لقطر في حدود سنة 1906م، وتوفيت والدته بعد مولده بسنة فنشأ يتيمًا تحت رعاية خالته التي ارضعته وربّته، لكن خالته لحقت بأمه بعد عامين فما كان أمام أبيه سوى أن يعهد برعايته وتربيته إلى إحدى قريباته، هذا علمًا بأن أمه تنحدر من آل طوار من البوكوارة.
يرجح أن محمد بن عبد الوهاب الفيحاني كان يشغل وظيفة مدير جزيرة دارين، ومبررات ذلك الترجيح من وثائق تبين دوره ونشاطه والمهام الموكلة إليه.
من مهام مدير الناحية وواجباته إبلاغ قوانين الدولة وأنظمتها، وإعلانها في الناحية، وتبليغ القائم مقام بما يزوده مختارو القرى العُمَد بما يجري في قراهم من أحداثٍ ومواليد ووفيات وقضايا الإرث ودعاوي الأراضي والإشراف على أعمال عمد القرى والتحقيق في شكاوي الأهالي، وتظلَّماتهم، ورفعها للقائم مقام.
ويرجح بأن الفيحاني كان مديرًا لجزيرة دارين كلها، وكانت جميع قرى الجزيرة جزيرة دارين وتاروت وسنابس والزور تابعة لإدارته المباشرة، وقد يكون عمد هذه القرى يرجعون لإدارة الفيحاني المباشرة، ويستند هذا على عدد من الشواهد التاريخية، والتي منها التالي:
1. تمت الإشارة إلى أن مهام مدير البلدة وفقًا للنظام العثماني التحقيق في شكاوي الأهالي وتظلماتهم ورفعها للقائم مقام وهذا نستطيع إثباته من خلال استعراض إحدى الوثائق التي وقفنا عليها، فقد جاء فيها أن نزاعاً حصل في العام 1901م بين أهل جزيرة دارين وعدد من الغواصين التابعين للكويت الذين جاءوا إلى جزيرة دارين طلبًا للأخذ بالثأر لمقتل عدد من أقاربهم وما كان من أهالي جزيرة دارين إلا أن التجأوا إلى الشيخ محمد بن عبد الوهاب الفيحاني وطلبوا الفصل بالقضية وتمت التسوية بتعهد الفيحاني بسداد مبلغ حوالي 800 دولار أمريكي في ذلك الوقت للشيخ مبارك الصباح، قائم مقام قضاء الكويت خلال مدة أقصاها أربعة شهور.[5]
2. وفقا للنظام العثماني ذاته فإن من مهام مدير الناحية التحقيق في شكاوي الأهالي وتظلماتهم ورفعها للقائم مقام يُورد قضية أخرى حدثت قرابة عام 1900م، وخلاصتها أن أحد أهالي دارين المدعو محمد بن جبارة الفلاحي أبلغ محمد بن عبد الوهاب الفيحاني بخبر مقتل الشيخ سلمان بن دعيج آل خليفة و32 رجلاً من مرافقيه، جميعهم من رعايا شيخ البحرين التابع لإنجلترا، وتبين الوثائق أن محمد بن عبد الوهاب الفيحاني اتجه إلى القطيف وأبلغ يعقوب أفندي قائم مقام القطيف بالحادثة وانتهى دوره عند ذلك، ثم نجد أن يعقوب أفندي قائم مقام القطيف حقق في الحادثة ورفع بذلك مذكرة إلى متصرف لواء الاحساء في الهفوف، لا يوجد ذكر الفيحاني إلا في وثيقة واحدة، وهي التي تحدثت عن الإبلاغ بالخبر، ثم بقية المراسلات والتحريات والتحقيقات في القضية كلها كانت موجهة إلى متصرف لواء الأحساء، ووالي البصرة من الجهة العثمانية، والشيخ عيسى بن علي آل خليفة حاكم البحرين، والمقيم البريطاني في الخليج من الجهة المقابلة، وهذا يثبت التزام الفيحاني بمهام وظيفته، وتبين حدود مرجعيته إلى يعقوب أفندي قائم مقام القطيف.[6]

## النشأة
ولد في المحرق عام 1280هـ/1863م، ألحقه والده بالكتاتيب، وعندما بلغ الخامسة عشر مكث في مكة 3 سنوات يتلقى العلوم الدينية، ودرس في الأحساء لمدة سنة، وعند رجوعه البحرين أصبح يرافق والده أسواق الطواويش حتى ورث مهنة أبيه وأصبح أحد أكبر تجار اللؤلؤ في الخليج، وكان أحد كتاب ومستشاري محمد آل ثاني في شؤون اللؤلؤ، وكانت أخته زوجة لعلي بن محمد آل ثاني.
نشب خلاف بينه وبين أمير قطر جاسم آل ثاني بسبب هجومه على قرية الغارية عام 1885م حيث دمرت القرية ونزح أهلها إلى دارين، أدى هذا الخلاف لهجرته في عام 1303هـ/1886م من البدع بالدوحة، إلى دارين بالقطيف. رمم قلعة قديمة وحصنها وجعلها مقراً له وصارت تعرف بقصر محمد بن عبد الوهاب الفيحاني.
وفي حياته الأخيرة أصيب بمرض استدعاه للعلاج في الهند حيث توفي هناك في عام 1906م في مومباي بالهند.